# Santibáñez del Val
Santibáñez del Val ist ein Ort und eine zur bevölkerungsarmen Serranía Celtibérica gehörende Gemeinde (municipio) mit 70 Einwohnern (Stand: 2024) in der spanischen Provinz Burgos in der autonomen Region Kastilien-León. Der Ort liegt am Camino del Cid und an der von Alicante bzw. Valencia kommenden Ruta de la Lana, einem einstmals bedeutenden Handels- und Pilgerweg.

## Lage und Klima
Der Ort Santibáñez del Val liegt in der kastilischen Hochebene (meseta) am Río Mataviejas zu Füßen des 1392 m hohen Peña Cervera etwa 53 km (Fahrtstrecke) südöstlich der Stadt Burgos in einer Höhe von gut 940 m. Der sehenswerte Ort Covarrubias ist nur ca. 13 km in nordwestlicher Richtung entfernt; die Abtei Santo Domingo de Silos befindet sich nur knapp 6 km östlich. Das Klima ist trotz der Höhenlage gemäßigt bis warm; Regen (ca. 525 mm/Jahr) fällt – mit Ausnahme der eher trockenen Sommermonate – übers Jahr verteilt.

## Bevölkerungsentwicklung
| Jahr      | 1857 | 1900 | 1950 | 2000 | 2019 |
| Einwohner | 267  | 231  | 233  | 63   | 48   |

Die Mechanisierung der Landwirtschaft, die Aufgabe bäuerlicher Kleinbetriebe und der daraus resultierende geringere Arbeitskräftebedarf haben seit der Mitte des 20. Jahrhunderts zu einem deutlichen Rückgang der Einwohnerzahlen geführt (Landflucht).

## Wirtschaft
Der Ort war und ist in hohem Maße landwirtschaftlich und selbstversorgerisch geprägt, wobei Viehzucht und Milchwirtschaft dominieren; auf einigen Feldern in der Umgebung werden Weizen und Gerste angebaut. Seit der Mitte des 20. Jahrhunderts ist der innerspanische Tagestourismus eine wichtige Einnahmequelle der Gemeinde.

## Geschichte
Im Mittelalter gehörte der Ort zu einem größeren Gemeindeverband (Alfoz de Tabladillo).

## Sehenswürdigkeiten
Santibáñez del Val

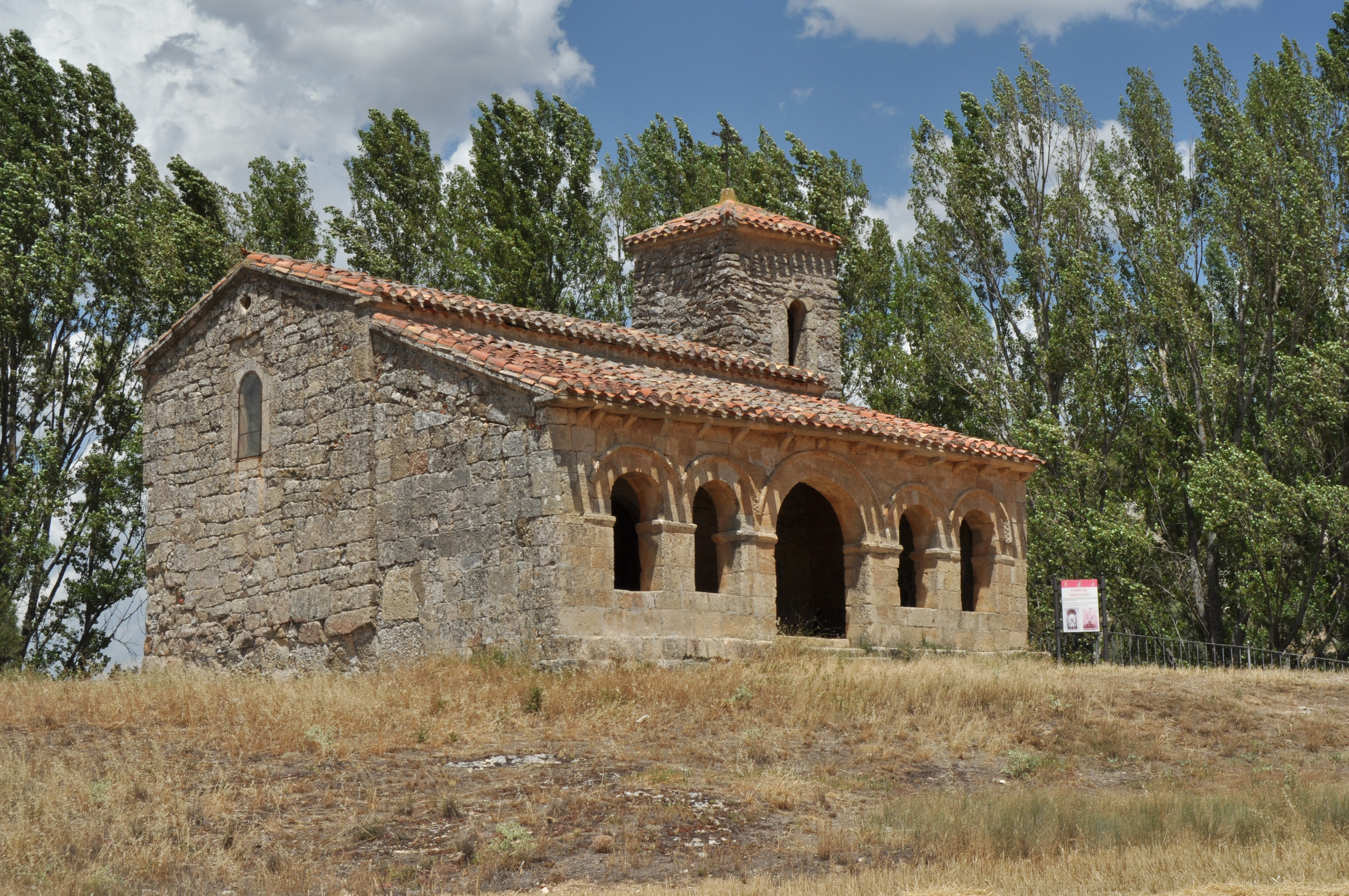
Kirche von Barriosuso

- Die einschiffige Iglesia de San Juan Bautista entstand im ausgehenden 18. Jahrhundert wahrscheinlich an der Stelle eines Vorgängerbaus; der äußerlich schmucklose Bau hat einen Glockenturm (campanario) auf der Südseite der Fassade. Im Innern befindet sich eine Skulptur mit der realistisch aufgefassten Szene der Enthauptung Johannes des Täufers.
- Im Ortskern gibt es noch mehrere arg verfallene Bruchsteinhäuser.

Barriosuso
- Der ca. 1 km südlich gelegene und bereits im frühen 19. Jahrhundert eingemeindete Weiler Barriosuso ist längst verlassen. Das romanische Kirchlein (Ermita de Santa Cecilia) gehört jedoch zu den Attraktionen der insgesamt an Sehenswürdigkeiten reichen Region.